# Nimzowitsch-Indische Verteidigung

Das Eröffnungssystem auf dem Schachbrett dargestellt.

Die Nimzowitsch-Indische Verteidigung (auch Nimzo-Indische Verteidigung) ist ein Eröffnungssystem des Schachspiels. Sie zählt zu den Geschlossenen Spielen und ist in den ECO-Codes unter den Schlüsseln E20 bis E59 klassifiziert.
Die Nimzowitsch-Indische Verteidigung beginnt mit den Zügen:
1. d2–d4 Sg8–f6
2. c2–c4 e7–e6 
3. Sb1–c3 Lf8–b4

## Geschichte
Dieses Eröffnungssystem ist eines der wichtigsten Vermächtnisse des großen Theoretikers und Strategen Aaron Nimzowitsch an die Schachwelt. Ihr Debüt hatte die Nimzowitsch-Indische Verteidigung 1914. In den Turnieren der 1920er Jahre reifte sie allmählich zu dem weitverzweigten heutigen Eröffnungssystem.

## Strategische Grundidee
Ihrer Grundidee nach ist die schwarze Verteidigungsidee ein typisches Kind des 20. Jahrhunderts: Statt das Zentrum direkt mit Bauern zu besetzen, hemmt und blockiert Schwarz es mit anderen Mitteln, von den Flügeln her. Der Läufer auf b4 fesselt und neutralisiert den weißen Springer, der sonst einen Bauernvormarsch im Zentrum unterstützen könnte. Der Bauer auf e6 und der Springer auf f6 hemmen den weiteren Vormarsch des weißen Damenbauern, ferner hemmt der Springer auf f6 die weitere Besetzung des Zentrums durch e2–e4.
Schwarz sucht die Asymmetrie, das aktive, eigenständige Gegenspiel. Im späteren Verlauf des Spiels wird Schwarz versuchen, je nach Spielsituation das gehemmte weiße Zentrum direkt anzugreifen oder einen Angriff und Durchbruch an einem der beiden Flügel zu erzielen.
Eine häufige vorkommende asymmetrische Wendung ist der Abtausch des Läufers b4 gegen den Springer c3, um dort einen weißen Doppelbauern entstehen zu lassen. Weiß hat anschließend den Vorteil des Läuferpaars, aber den Nachteil, dass seine Bauernstellung an Elastizität verloren hat.
Nimzowitsch selbst nannte die Eröffnung Ideelles Damengambit. Damit wollte er wohl zum Ausdruck bringen, dass das weiße Zentrum so wirksam gehemmt wird, als ob der schwarze Damenbauer im Zentrum stünde, jedoch ohne die Nachteile, die Schwarz als Nachziehender in der symmetrischen Bauernformation des Damengambits naturgemäß hat.

## Systeme innerhalb der Nimzowitsch-Indischen Verteidigung

### Klassisches System
|   | a | b | c | d | e | f | g | h |   |
| 8 |   |   |   |   |   |   |   |   | 8 |
| 7 |   |   |   |   |   |   |   |   | 7 |
| 6 |   |   |   |   |   |   |   |   | 6 |
| 5 |   |   |   |   |   |   |   |   | 5 |
| 4 |   |   |   |   |   |   |   |   | 4 |
| 3 |   |   |   |   |   |   |   |   | 3 |
| 2 |   |   |   |   |   |   |   |   | 2 |
| 1 |   |   |   |   |   |   |   |   | 1 |
|   | a | b | c | d | e | f | g | h |   |

Klassisches System: Stellung nach 4. Dc2
Im klassischen System, das von José Raúl Capablanca gern angewandt wurde und in den 1930er und 1940er Jahren populär war, spielt Weiß zunächst auf Sicherheit. Es ist gekennzeichnet durch den Zug 4. Dd1–c2, mit dem Weiß zunächst die Entstehung eines Doppelbauern verhindert.
Lange Jahre galt dieses System als langweilig und remisträchtig, doch neue Ideen, unter anderem von Ex-Weltmeister Garri Kasparow, verbunden mit scharfen Angriffen unter Opfern, belebten es und machten es wieder zu einer der beliebtesten Optionen für Weiß.

### Rubinstein-System
|   | a | b | c | d | e | f | g | h |   |
| 8 |   |   |   |   |   |   |   |   | 8 |
| 7 |   |   |   |   |   |   |   |   | 7 |
| 6 |   |   |   |   |   |   |   |   | 6 |
| 5 |   |   |   |   |   |   |   |   | 5 |
| 4 |   |   |   |   |   |   |   |   | 4 |
| 3 |   |   |   |   |   |   |   |   | 3 |
| 2 |   |   |   |   |   |   |   |   | 2 |
| 1 |   |   |   |   |   |   |   |   | 1 |
|   | a | b | c | d | e | f | g | h |   |

Rubinstein-System: Stellung nach 4. e3
Akiba Rubinsteins Zug 4. e2–e3 befestigt das Zentrum. Verbunden mit 5. Sg1–e2 verhindert er das Zustandekommen eines weißen Doppelbauern auf c3 und sichert langfristig die weiße Entwicklung vom Königsflügel her. Der Nachteil dabei ist, dass Schwarz nicht von vornherein unter Druck gesetzt wird und so Gelegenheit bekommt, in Ruhe das eigene Spiel aufzubauen.
Mögliche Varianten im Rubinstein-System sind beispielsweise:
- 4. e2–e3 0–0
  - die sogenannte moderne Variante 5. Sg1–f3 d7–d5 6. Lf1–d3 c7–c5 7. 0–0 Sb8–c6 (d5xc4 8. Ld3xc4) 8. a2–a3
  - 5. Sg1–e2 d7–d5 6. a2–a3 Lb4–e7 7. c4xd5 e6xd5 8. Se2–f4 a5 9. Lf1–d3 c7–c6 10. 0–0 Sb8–a6 11. f2–f3 Sa6–c7 oder 8. g2–g3 nebst Lf1–g2, 0–0, f2–f3, e3–e4

Auf 4. … d7–d5 geschieht 5. a2–a3 wie in der berühmten Partie Botwinnik – Capablanca, Rotterdam 1938.
Das Rubinstein-System genießt seit den 1920er Jahren eine konstant gute Reputation. Es ist eine sehr gute Option für Spieler, die mit Weiß lieber den langfristigen positionellen Vorteil statt eines scharfen Angriffsspiels suchen. Es ist beispielsweise eine beliebte Waffe von Ex-Weltmeister Anatoli Karpow.

### Hübner-System
In den 1970er Jahren entwickelte Robert Hübner als Gegenmittel gegen das Rubinstein-System ein Blockade-System auf den schwarzen Feldern, das nach dem schwarzen Gegenzug 4. … c7–c5 nur durch die Züge 5. Lf1–d3 Sb8–c6 6. Sg1–f3 Lb4xc3+ 7. b2xc3 d7–d6 eingeleitet wird. Mit 8. e3–e4 e6–e5 9. d4–d5 Sc6–e7 wäre das Zentrum verbaut. Für den wünschenswerten Hebel f2–f4 muss Weiß nun zuvor den eben dorthin entwickelten Sf3 wegziehen und verliert dadurch Tempi. Das legitimiert das freiwillige Lb4xc3+. Im Sämisch-System hat Weiß das Mehrtempo a2–a3 verbraucht, kann dafür aber bei solch einem Blockade-Aufbau sofortiges f2–f4 ziehen.

### Sämisch-System
Friedrich Sämischs Zug 4. a2–a3 fordert den Läufer auf b4 unmittelbar heraus. Schwarz tauscht mit 4. … Lb4xc3+ 5. b2xc3 den weißen Springer gegen den Läufer. Weiß bekommt ein kompaktes Zentrum und das Läuferpaar, was er im entstehenden Kampf für ein scharfes Angriffsspiel zu nutzen versucht. Hier Partiebeispiele von Friedrich Sämisch und Andor Lilienthal.
Weiß hat den Nachteil des Doppelbauern auf c3. Schwarz versucht sich dies zu Nutze zu machen, indem er in der Folge rasch seine Figuren entwickelt und das weiße Zentrum mit Zügen wie c7–c5 und d7–d5 weiter hemmt und aktiv angreift. Nach 5. … c7–c5 6. d4xc5 erhält Weiß einen Tripelbauern, der mit 6. … Dd8–a5 leicht anzugreifen ist. Es droht Da5xc3+ und Da5xc5. Schwarz gewinnt den Bauern zurück, und Weiß hat immer noch Probleme mit dem isolierten Doppelbauern auf der c-Linie.

### Leningrader System
|   | a | b | c | d | e | f | g | h |   |
| 8 |   |   |   |   |   |   |   |   | 8 |
| 7 |   |   |   |   |   |   |   |   | 7 |
| 6 |   |   |   |   |   |   |   |   | 6 |
| 5 |   |   |   |   |   |   |   |   | 5 |
| 4 |   |   |   |   |   |   |   |   | 4 |
| 3 |   |   |   |   |   |   |   |   | 3 |
| 2 |   |   |   |   |   |   |   |   | 2 |
| 1 |   |   |   |   |   |   |   |   | 1 |
|   | a | b | c | d | e | f | g | h |   |

Leningrader System
Im Leningrader System beantwortet Weiß die Fesselung seines Springers mit der Gegenfesselung 4. Lc1–g5. Es ist eine interessante Möglichkeit, Schwarz aus dem Konzept zu bringen, weil sich das Spiel ganz anders entwickelt als in den anderen Systemen der Nimzowitsch-Indischen Verteidigung. Eine Chance von Schwarz besteht darin, mit 4. … h7–h6 5. Lg5–h4 den weißen Läufer abzudrängen, und dann am Damenflügel den Angriff zu suchen.
Auf c7–c5 antwortet Weiß meist mit d4–d5.
In der Partie Spasski – Tal (Tallinn 1973) antwortete Tal nach 4. … h7–h6 5. Lg5–h4 c7–c5 6. d4–d5 im Geiste des Blumenfeld-Gambits mit 6. … b7–b5.
Den Namen erhielt diese Variante, weil sie oft von aus Leningrad (heute Sankt Petersburg) stammenden Meistern angewandt wurde, etwa Sak, Spasski, Kortschnoi und Tolusch.

### Andere Systeme
Unter anderem bieten sich noch folgende Alternativen an:
- Das mit 4. Sg1–f3 eingeleitete „Drei-Springer-System“ (E21) wurde wieder populär, nachdem es 1985 von Ex-Weltmeister Kasparow im WM-Kampf gegen Karpow mehrfach erfolgreich angewandt wurde. Nach sofortigem d7–d5 geht die Eröffnung in die Ragosin-Variante des Damengambits über.
- Das von Oleh Romanyschyn eingeführte „Fianchetto“-System 4. g2–g3 ist aus der Mode gekommen und harrt der Wiederbelebung durch neue Ideen. Nach 4. … c7–c5 5. Sg1–f3 c5xd4 6. Sf3xd4 führt es zur Englischen Symmetrievariante.
- Rudolf Spielmann war ein risikofreudiger Angriffsspieler. Sein Zug 4. Dd1–b3 ist eine interessante Möglichkeit für Spieler, die in seinem Geiste spielen wollen. Es besteht eine Verwandtschaft zu 4. Dd1–c2, mit dem scheinbaren Vorteil gegenüber letzterer, dass der Lb4 unter direktem Angriff steht. Ein Zug wie 4. … Lb4xc3+ wäre schlecht. Weiß hätte gegenüber der Klassischen Variante a2–a3 eingespart. 4. … Sb8–c6 5. Sg1–f3 führt zur Ragosin-Variante des Damengambits. Die beste Antwort 4. … c7–c5 veranlasst Weiß zu 5. d4xc5. Nun ist Sb8–c6 ungefährdet möglich. Der schwarzfeldrige Läufer hat das zentrale Rückzugsfeld c5. Außerdem würde nach 6. a2–a3 die Dame von der Deckung des Sc3 mittels Sc6–d4 wegen 7. Db3xb4 Sd4–c2+ abgelenkt werden. Es wird hier also nach 6. a2–a3 Sc6–d4 anschließendes Lb4xc3+ nebst bxc3 und einem isolierten Doppelbauern auf der c-Linie die Folge sein. Die Abwehr von Sc6–d4 hätte Sf6–e4 mit Druck auf c3 und c5 zur Folge. 4. Dd1–c2 überdeckt eben auch das Zentralfeld e4 und ist deshalb wichtiger als 4. Dd1–b3.

- 4. f2–f3 führt oft nach 5. a2–a3 zum Sämisch-System 4. a2–a3. Zum Beispiel in der 9. Partie der Schachweltmeisterschaft 2013.
- 4. Dd1–d3 ist die Mikenas-Variante.
- 4. e2–e4 ist das seltene Dilworth-Gambit. Nach 4. … Sf6xe4 5. Dd1–g4 Se4xc3 6. a2–a3 Lb4–e7 7. b2xc3 0–0 hofft Weiß auf seinen Rochadeangriff.